# Енфілд (геральдика)
Енфілд — вигадана істота, яка іноді використовується в геральдиці.

## Опис

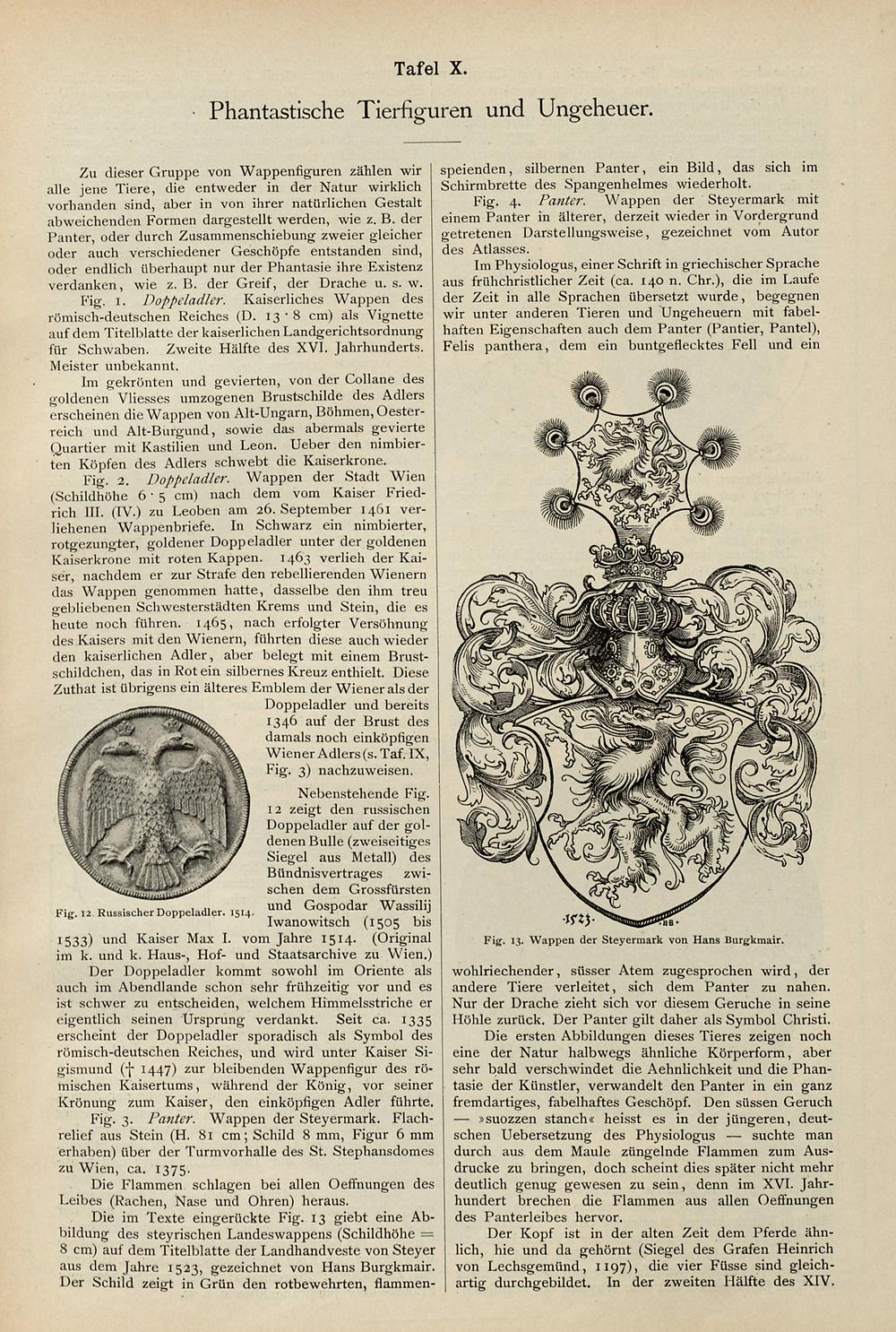
Енфілд у "Heraldischer Atlas". Stuttgart 1899.

Енфілд має голову лисиці, передні лапи орла, груди хорта, тіло лева, а задні кінцівки та хвіст вовка. Іноді зображується з крилами.

## О'Келлі
Найпершим відомим прикладом енфілда є герб клану О'Келлі з Ірландії. О'Келлі з Уї Мена є найбільш задокументованою згадкою О'Келлі в ранній ірландській історії та літописах. Енфілд з'являється в Leabhar Ua Maine.
Стародавні традиції серед О'Келлі свідчать про те, що вони народили цю казкову тварину ще з часів короля Тадхга Мора Уа Селлея, який упав, «б'ючись, як собака-вовк», на боці Верховного короля Ірландії, Браяна Бору, у битві Клонтарфа в 1014 році. Коли Тадг Мор упав, цей міфічний звір вийшов із сусіднього моря, щоб захистити мертве тіло вождя, доки його не витягнуть для належного поховання його родичі.
Дана тварина зображена на багатьох старовинних (прибл. 1375 — 1650) надгробках родини О'Келлі в абатстві Кілконнелл (засноване бл. 1353 р. королем Вільямом Буйде-О-Селле), і в старій церкві Клонкін.
У 1859 році під час розкопок було знайдено бронзову печатку О'Келлі XV століття 20 футів глибоко в болоті, що спонукало до значних досліджень походження енфілда О'Келлі від тюленя:
Я шукав у кількох роботах з геральдики опис енфілда, але безуспішно. Здається, це не дуже відомий факт, і його, здається, немає у фоліо Гвіллама «Відображення геральдики»: навіть у 26-му розділі цієї книги, де йдеться лише про вигаданих істот, які, як вважається, складаються з різних видів і природи, таких як грифони, віверни, дракони, кокатриси, гарпії, русалки. Термін «енфілд» також не дається і не пояснюється в «Позначенні речей, що переносяться в геральдиці» Крослі. Проте моєму талановитому другові, серові Бернарду Берку, Геральдичному королю Ольстера, я вдячний наступним визначенням цієї складної казкової істоти, а саме: «Енфілд — це геральдична тварина з головою лисиці, грудьми з оперенням, як у орла, передні пазурі також орлині; решта тіла — у вовка». З такого опису випливає, що фігура, яка складається з лисиці, орла та вовка, вказувала на те, що той, хто його мав, вважався мав хитрість першого названого звіра; великодушність і сила духу, з честю, працею, старанністю та старанністю, у чудових манерах, орла; і лютість вовка.

## Сучасне використання

Герб лондонського району Енфілд, який включає енфілда як головну фігуру, а також лівого щитотримача

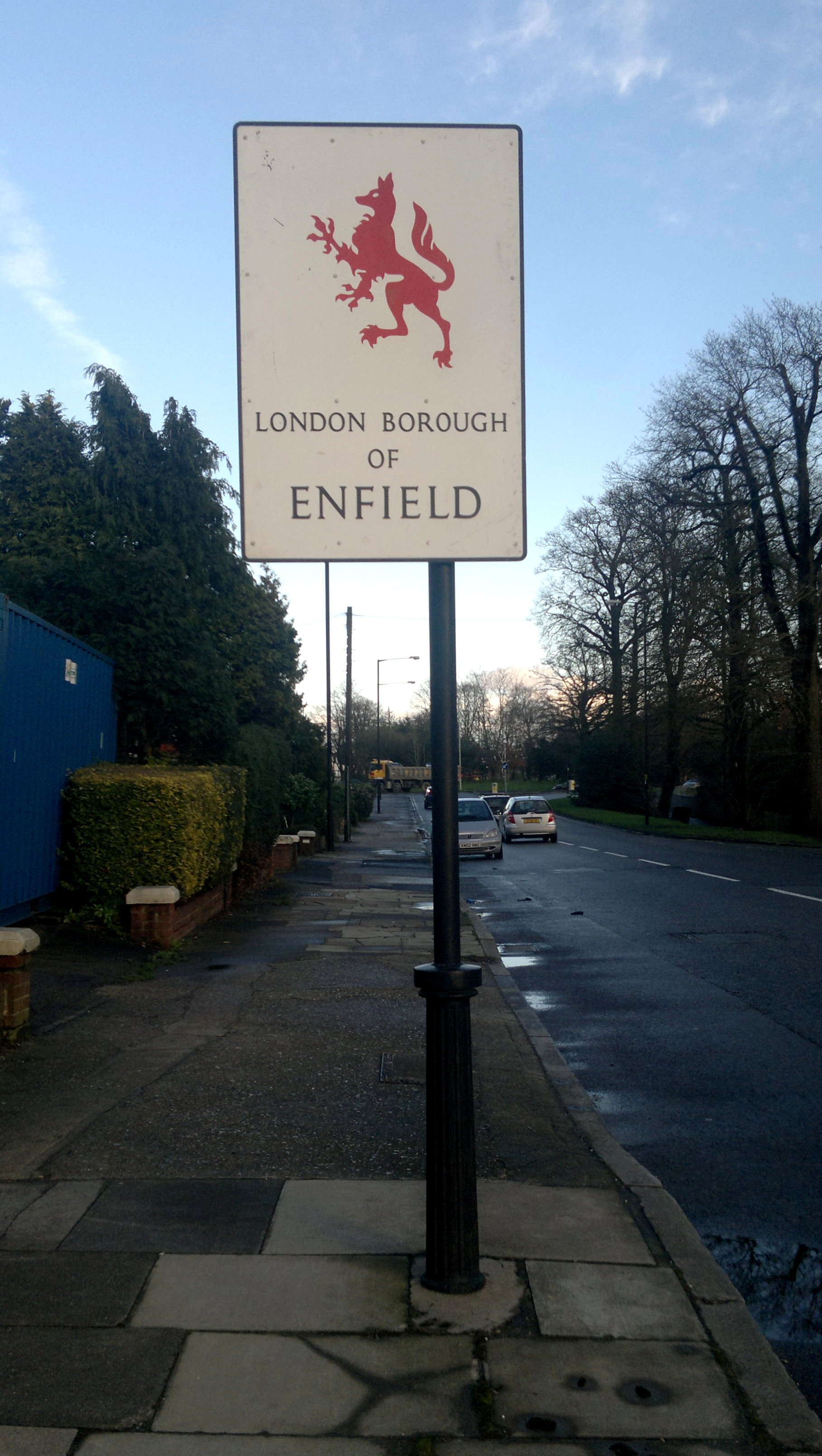
Знак вулиці Лондонського району Енфілд

Звір був на гербі муніципального округу Енфілд, який був об'єднаний з муніципальним округом Едмонтон і муніципальним районом Саутгейт, щоб утворити Лондонський район Енфілд. Незрозуміло, чи має звір якийсь історичний зв'язок із містом, але він все одно є яскравим прикладом промовистого герба. Він використовується на логотипі та сучасному гербі лондонського району Енфілд і як емблема деякими тамтешніми організаціями: наприклад, на значках школи округу Енфілд, громадської школи Чейс, Енфілд Ігнатіанс RFC і футбольних клубів Енфілд (1893) FC і Enfield Town FC, а також Oneida FC .
В Австралії він використовувався на гербі колишнього міста Енфілд, Південна Австралія (який був названий на честь району Лондона), і досі використовується Енфілдським духовим оркестром. Він також використовується як центральний елемент герба 38 ескадрильї Королівських ВПС Австралії в Квінсленді.